# Václav Hanyáš
Václav Hanyáš (* 28. března 1958) je bývalý český fotbalista.

## Fotbalová kariéra
V československé lize hrál za Baník Ostrava. Nastoupil v 1 ligovém utkání. Ve druhé lize hrál za TJ Baník Havířov, nastoupil ve 36 utkáních a dal 1 gól.

## Ligová bilance
| Ročník                                   | Zápasy | Góly | Klub             |
| ---------------------------------------- | ------ | ---- | ---------------- |
| 1. československá fotbalová liga 1985/86 | 1      | 0    | Baník Ostrava    |
| Česká národní fotbalová liga 1987/88     | 28     | 1    | TJ Baník Havířov |
| Česká národní fotbalová liga 1988/89     | 8      | 0    | TJ Baník Havířov |
| CELKEM                                   | 1      | 0    |                  |